# ماريانو مارتن
ماريانو مارتن ألونسو (بالإسبانية: Mariano Martín)‏ لاعب إسباني سابق لكرة القدم ولد في 20 أكتوبر 1919 في دوينياس في مقاطعة بالنثيا الاٍسبانية وتوفي بمدينة كابرايلس يوم 9 سبتمبر 1998.

يعتبر ماريانو مارتن من الهدافين التاريخيين لنادي برشلونة الذي انضم إلى صفوفه سنة 1939 وقضى فيه تسعة مواسم سجل خلالها 128 هدفا في 150 مباراة رسمية منها 32 هدفا في موسم 1942-1943 والذي فاز فيه بلقب البيتشيتشي

## روابط خارجية
- ماريانو مارتن على موقع قاعدة بيانات كرة القدم.إي يو (الإنجليزية)
- ماريانو مارتن على موقع ناشيونال فوتبول تيمز (الإنجليزية)
- ماريانو مارتن على موقع عالم كرة القدم.نت (الإنجليزية)